# Isiah Young
Pour les articles homonymes, voir Young.
Isiah Young  (né le 5 janvier 1990 à Manhattan) est un athlète américain, spécialiste des épreuves de sprint.

## Biographie
En 2009, il remporte le 100 m et le 200 m des championnats des États-Unis juniors. 
Il se qualifie pour les Jeux olympiques de 2012 en terminant troisième du 200 m des sélections américaines, à Eugene, derrière Wallace Spearmon et Maurice Mitchell, dans le temps de 20 s 16 (vent supérieur à la limite autorisée). À Londres, il est éliminé au stade des demi-finales.
Le 23 mai 2013, lors des championnats NCAA de la région Est à Greensboro, Isiah Young franchit pour la première fois de sa carrière la barrière des dix secondes en établissant le temps de 9 s 99 (+0,3 m/s). En juin, il se classe initialement deuxième du 200 m des championnats des États-Unis, à Des Moines, derrière Tyson Gay disqualifié ensuite pour dopage, portant son record personnel à 19 s 86.

## Palmarès
| Date | Compétition               | Lieu             | Résultat | Épreuve   | Marque        |
| ---- | ------------------------- | ---------------- | -------- | --------- | ------------- |
| 2015 | Relais mondiaux de l'IAAF | Nassau           | finale   | 4 × 200 m | DQ            |
| 2017 | Relais mondiaux de l'IAAF | Nassau           | 2e       | 4 x 200 m | 1 min 19 s 88 |
| 2017 | Championnats du monde     | Londres          | 8e       | 200 m     | 20 s 64       |
| 2017 | Ligue de diamant          | Ligue de diamant | 5e       | 100 m     | 10 s 10       |
| 2018 | Ligue de diamant          | Ligue de diamant | 8e       | 100 m     | 10 s 26       |
| 2019 | Relais mondiaux de l'IAAF | Yokohama         | 2e       | 4 x 100 m | 38 s 07       |
| 2022 | Championnats NACAC        | Freeport         | 1er      | 4 × 100 m | 38 s 29       |

## Records
| Épreuve | Performance | Lieu       | Date         |
| ------- | ----------- | ---------- | ------------ |
| 100 m   | 9 s 97      | Sacramento | 22 juin 2017 |
| 200 m   | 19 s 86     | Des Moines | 23 juin 2013 |